# 14纳米制程
14纳米制程是半导体制造制程的一个水準。最早的14纳米器件是由英特尔于2014年制造。在14纳米中，使用了多重图形曝光模式。
2014年9月，英特尔推出第一代14nm處理器，採用Broadwell微架構。